# Poststadion
Le Poststadion est un hall omnisports situé dans le District de Moabit à Berlin en Allemagne. Il tire son nom du fait qu'il fut construit et inauguré en 1929 pour le club de sport des Postes allemandes (Reichspost). Il fut construit sur l'ancien site de parade des Uhlans prussiens.

## Histoire
Le 10 mai 1930, lors d'un des premiers matches entre les deux nations, l'Allemagne concéda un match nul (3-3) contre l'Angleterre. Richard Hofmann marqua les trois buts allemands avant que David Jack n'égalise.
Après la fermeture du Deutsches Stadion à Charlottenburg en 1934, le Poststadion hébergea deux finales du Championnat d'Allemagne de football, jouées alors sous la formule des gauligen. En 1934, Schalke 04 battit le 1. FC Nuremberg sur le score de 2 buts à 1. En 1936, Nuremberg s'imposa face au Fortuna Düsseldorf (2-1).
Le 7 juillet 1935, le stade fut aussi le théâtre de la victoire du boxeur Max Schmeling contre Paulino Uzcudun, en douze reprises.
Le stade accueillit plusieurs rencontres du tournoi olympique de 1936. Ce fut au Poststadion que le 7 août 1936, devant 55 000 personnes, la Norvège élimina (2-0) l’Allemagne nazie du tournoi, au niveau des quarts de finale. Ce match se déroula devant Adolf Hitler. Peu après cette défaite, le sélectionneur allemand Otto Nerz fut remercié et remplacé par Sepp Herberger.

## Emploi
Le Poststadion est principalement un stade de football et employé par des clubs des divisions régionales: le SC Minerva 93 Berlin et le SC Union 06 Berlin. Depuis 2008, le SV Yeşilyurt Berlin et Berlin AK 07 occupent aussi cette enceinte.
De nos jours, le Poststadion (toutes places assises) peut accueillir 15 000 spectateurs.

## Sources et liens externes
Page ad-hoc de Wikipédia en anglais
- 1936 Summer Olympics official report. Volume 2. pp. 1047–56.
- Stadium information